# ۳۹ پله (فیلم ۱۹۵۹)
۳۹ پله (انگلیسی: The 39 Steps) فیلمی در ژانر جاسوسی به کارگردانی رالف توماس است که در سال ۱۹۵۹ منتشر شد. از بازیگران آن می‌توان به کنت مور، بری جونز، تائینا الگ، اندرو کروکشنک و جوان هیکسون اشاره کرد.